# 502 př. n. l.

## Události
- Římané po dlouhém obléhání dobývají aurunské město Pometia.
- Řečtí kolonisté zřejmě založili město Tyras (dnes Bilhorod-Dnistrovskyj)